# Selcuk Cara
Selcuk Cara (* 29. Mai 1969 in Langen, Hessen) ist ein Autorenfilmer, Opernregisseur, Theaterregisseur, Schriftsteller sowie ehemaliger  Opern- und Konzertsänger (Bass).

## Leben

### Wirken als Filmemacher
Auf Anraten von Werner Schroeter begann Selcuk Cara 2009 ein Regiestudium. Er studierte zunächst an der Ruhrakademie in Schwerte und absolvierte von 2012 bis 2015 an der FH Dortmund den Masterstudiengang Szenografie und Kommunikation mit Schwerpunkt Film. Meisterkurse, Vorlesungen und Seminare unter anderem bei Christopher Doyle, Vilmos Zsigmond, Gus Van Sant, Mike Figgis, Dennis Hopper und Vittorio Storaro flankierten seine Ausbildung.
Bereits mit seinem zweiten Kurzfilm Hymnen an die Nacht nach der ersten Hymne des gleichnamigen Gedichtzyklus von Novalis nahm er an neun internationalen Filmselektionen teil. Mit seinem dritten Kurzfilm Wiegenlied kam er in die offizielle Selektion des Plus Camerimage und in die offizielle Selektion des Delhi International Film Festivals.
Sein bisher erfolgreichster Kurzfilm Mein letztes Konzert gewann 2014 auf dem Rhode Island International Film Festival den „Grand Prize“ für die beste Bildgestaltung und erhielt von der Deutschen Film- und Medienbewertung (FBW) das Prädikat „besonders wertvoll“. Außerdem wurde der Film im 2015 im Rahmen des 36. Filmfestival Max Ophüls Preis gezeigt und gewann den Alaska International Film Award (AIFA) – Best Family Film 2015, USA sowie den Phoenix Film Festival Award – Best Human Rights 2016, Australien sowie weitere internationale Auszeichnungen.
Selcuk Cara ist Mitglied des Bundesverbandes der Film- und Fernsehregisseure in Deutschland e. V. (BVR). 2016 war Cara Mitglied der Nominierungs-Jury des Deutschen Regiepreises Metropolis 2016.

### Wirken als Opernregisseur
In Zusammenarbeit mit der Staatsoper Prag und dem Nationaltheater Prag erarbeitete Selcuk Cara für den österreichischen Heldentenor Andreas Schager und die Geigerin Lidia Baich ein Konzept für Richard Wagners Der Ring des Nibelungen in Form eines „Regie-Konzerts“. Dafür verdichtete er die Ring-Tetralogie auf 135 Minuten. Neben dem dramaturgischen Konzept übernahm er, Bühnenregie, Bühnenbild und Lichtgestaltung. Für den eigens für dieses Projekt produzierten Film Faszination Wagner schrieb er das Buch, führte Regie, und übernahm den Schnitt. Das von der Niederösterreichischen Kulturförderung unterstützte Projekt wurde mit dem Orchester der Staatsoper Prag im Forum Karlin am 25. und 26. Oktober 2018 aufgeführt.
2019 inszenierte Selcuk Cara an der Musikhochschule Lübeck die Oper Weiße Rose von Udo Zimmermann. Ebenfalls 2019 inszenierte er das Projekt Faszination Wagner bei den Internationalen Maifestspielen im Staatstheater Wiesbaden.
Im Rahmen der Bewerbung um den Titel „Kulturhauptstadt Europas 2025“ fand am 28. Juni 2020 die Uraufführung von Selcuk Caras musikalischer Bearbeitung von Richard Wagners Die Meistersinger von Nürnberg mit Sprechtext im Gebäudekomplex der Kongresshalle Nürnberg auf dem ehemaligen Reichsparteitagsgelände statt. Cara übernahm neben Konzept, Sprechtext und Regie zudem die Bereiche künstlerische Produktionsleitung, Bühnenraum, Lichtgestaltung und Kostüm.
Im Mai 2022 wurde anlässlich der Sommerfesttage Wagner 22. das eigens für das Gewandhausorchester der Oper Leipzig neu eingerichtete Film- und Musikexperiment Faszination Wagner aufgeführt.

### Wirken als Theaterregisseur
Zur Eröffnung des Brechtfestival 2017 in Augsburg inszenierte Selcuk Cara Bertolt Brechts Lehrstück „Die Maßnahme“. Er übernahm bei dieser Produktion neben der Regie auch Bühnenbild, Kostüm und Lichtgestaltung.

### Wirken als Schriftsteller
Selcuk Cara schrieb unter dem Namen Selcuk Zvi Cara ein Theaterstück mit dem Titel Das Bootcamp. Er verfasste außerdem einen Beitrag für den Band Ambivalenzerfahrungen, der auf eine Tagung der von Dieter Korczak geleiteten Interdisziplinären Studiengesellschaft für Praktische Psychologie zu diesem Thema zurückgeht. Sein am 14. März 2016 erschienenes autobiografisches Werk Türke aber trotzdem intelligent. Mein vollkommen verrücktes deutsches Leben kam bereits zwei Wochen nach Erscheinen auf die Spiegel-Bestseller-Liste. Im Januar 2017 wurde das Buch in die Bibliothek der Gedenk- und Bildungsstätte „Haus der Wannsee-Konferenz“ (Joseph Wulf Mediothek) aufgenommen.
Selcuk Cara ist Mitglied des Literaturports / Literarisches Colloquium Berlin (LCB).

### Wirken als Sänger
Selcuk Cara sammelte erste Erfahrungen im Jugendchor des Hessischen Rundfunks in Frankfurt am Main. Er studierte zunächst Philosophie an der Johann Wolfgang Goethe-Universität in Frankfurt am Main, unter anderem bei Jürgen Habermas.
1992 begann er ein Gesangsstudium bei Antonis Papakonstantinou an der Hochschule für Musik und Darstellende Kunst in Frankfurt am Main. 1994 wechselte er in die Gesangsklasse von Eike Wilm Schulte, der ihn bis zum Ende seiner Ausbildung und darüber hinaus begleitete. Während seines Studiums besuchte er zwei Jahre die Liedklasse von Charles Spencer und nahm 2006 im Rahmen des 6. Internationalen Meisterkurses „Neue Stimmen“ an Meisterkursen unter anderem bei Francisco Araiza, Siegfried Jerusalem, Katia Ricciarelli und Ute Trekel-Burckhardt teil. Er erarbeitete regelmäßig das Deutsche Fach mit Richard Trimborn.
Nach Festengagements am Staatstheater Oldenburg, der Oper Köln und der Oper Bonn war Selcuk Cara seit 2006 als freischaffender Opern- und Konzertsänger tätig. Er gastierte im In- und Ausland, so unter anderem in der Berliner Philharmonie, der Komischen Oper Berlin, der Oper Köln, der Kölner Philharmonie, der Oper Bonn, beim Beethovenfest in Bonn, in der Alten Oper in Frankfurt, im Teatro lirico di Cagliari, im Teatro Comunale di Bologna, im Festspielhaus Bregenz, den Wiener Festwochen und im Theater an der Wien. Als Schauspieler und Opernsänger arbeitete er mit den Regisseuren Werner Schroeter, Frank Castorf, Katharina Thalbach, Stefan Ruzowitzky, Vincenzo Cerami, Roberto Andò, Michael Hampe und Günter Krämer zusammen, sowie mit den Dirigenten Markus Stenz, Bertrand de Billy, Johannes Wildner und Eivind Gullberg Jensen. Wichtige Rollen in seinem Repertoire waren: König Marke in Tristan und Isolde, Kaspar in Der Freischütz, Figaro in Le nozze di Figaro, Leporello in Don Giovanni und Sarastro in Die Zauberflöte.
Im Wagnerjahr 2013 sang Selcuk Cara die Rolle des Hagen in konzertant aufgeführten Ausschnitten aus Richard Wagners Götterdämmerung. Das Konzert mit der NDR Radiophilharmonie fand im Rahmen der Niedersächsischen Musiktage in der Michaeliskirche in Lüneburg statt und wurde im NDR Kultur ausgestrahlt.
2014 sang er beim Beethovenfest in Bonn im Rahmen des Orchestercampus zusammen mit einem türkischen Jugendorchester die Bass-Bariton-Partie in der Ode an die Freude.
Laut einem Artikel in der Neuen Musikzeitung vom Oktober 2018 singt Selcuk Cara nach eigener Aussage nicht mehr.

## Filmografie
Regie, Drehbuch und Schnitt

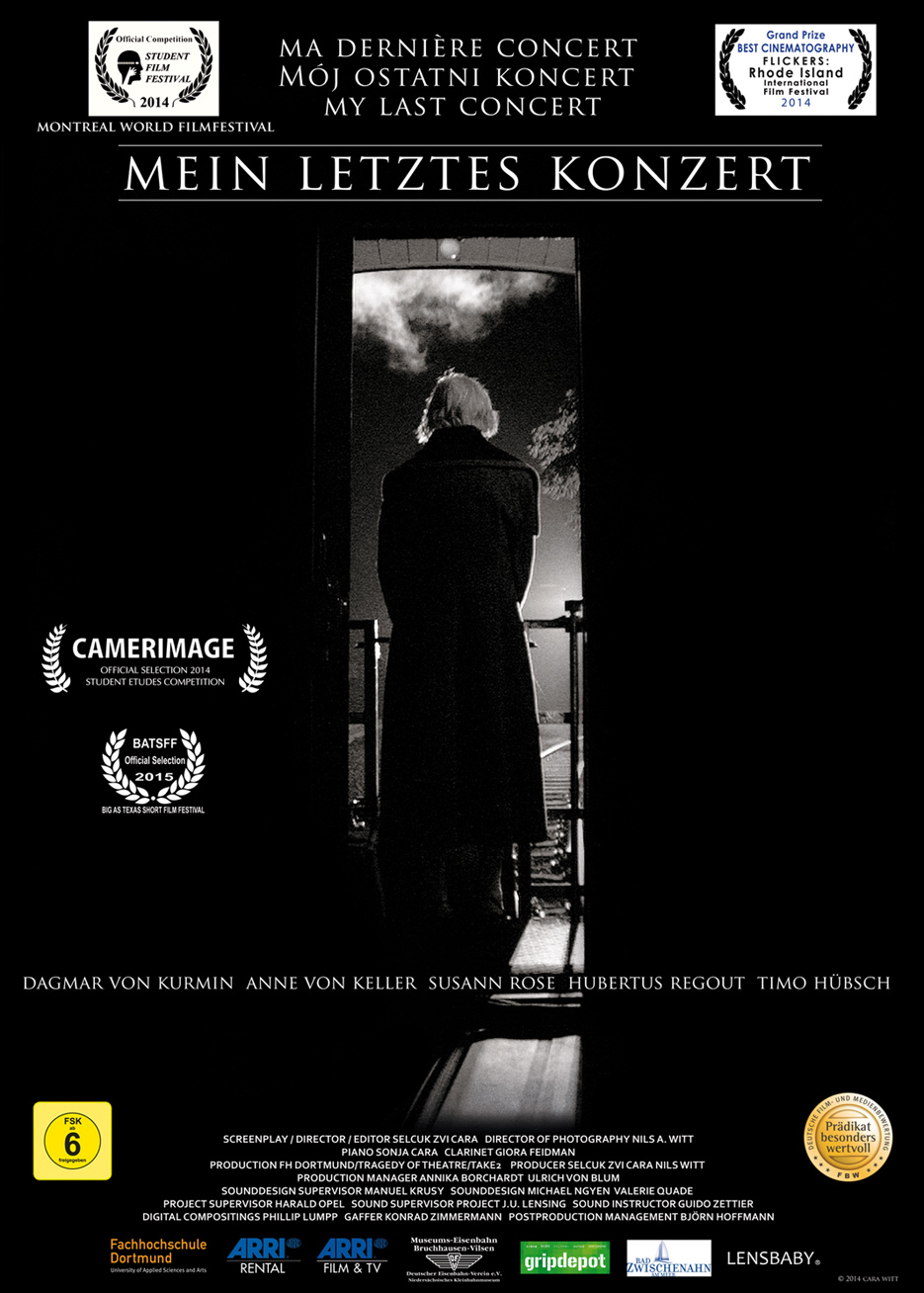
Filmplakat zu Mein letztes Konzert

- 2011: Zeit und Friedfertigkeit (Kurzfilm)
- 2011: Hymnen an die Nacht (Kurzfilm)
- 2012: Wiegenlied (Kurzfilm)
- 2014: Mein letztes Konzert (Kurzfilm)
- 2018: Faszination Wagner – Reflexionen über den Ring des Nibelungen (experimenteller Kunstfilm; Staatstheater Prag, Nationaloper Prag)[42]
- 2020: Die Meistersinger von Nürnberg (experimenteller Kunstfilm; Kongresshalle, ehem. Reichsparteitagsgelände Nürnberg im Rahmen der Bewerbung um den Titel „Kulturhauptstadt Europas 2025“)[43]

## Auszeichnungen (Auswahl)
- Prädikat „besonders wertvoll“ für Mein letztes Konzert, Deutsche Film- und Medienbewertung (FBW), Deutschland[8]
- Bester Kurzspielfilm August 2014, Deutsche Film- und Medienbewertung (FBW), Deutschland
- Flickers: Rhode Island International Film Festival 2014 (RIIFF): Best Cinematography: Grand Prize, Winner of the Panavision Award, Vereinigte Staaten[44]
- Best Family Film: Alaska International Film Award 2015 (AIFA), USA[45]
- Best Human Rights: Phoenix Film Festival Melbourne, 2016, Australia[46]
- Best Film, Best Screenwriter und Best Editor: TMFF The Monthly Film Festival, Juli 2016, UK[47]
- Best director: „Feel the Reel“ International Film Festival Glasgow 2016, Scotland[48]
- Best Film: Creation International Film Festival, Summer Session 2016, Canada[49]
- Best Student Film[50] and Best Editor[51]: Bucharest Shortcut Cinefest, August 2016, Rumänien
- Best Director: Sose International Film Festival 2016, Armenia[52]
- Best Student Film und Best Screenwriter: ShortStop International Film Festival, Dezember 2016, UK[53]
- Best Film – Largo Film Awards, September 2016, Schweiz[54]